# Fabio Nay

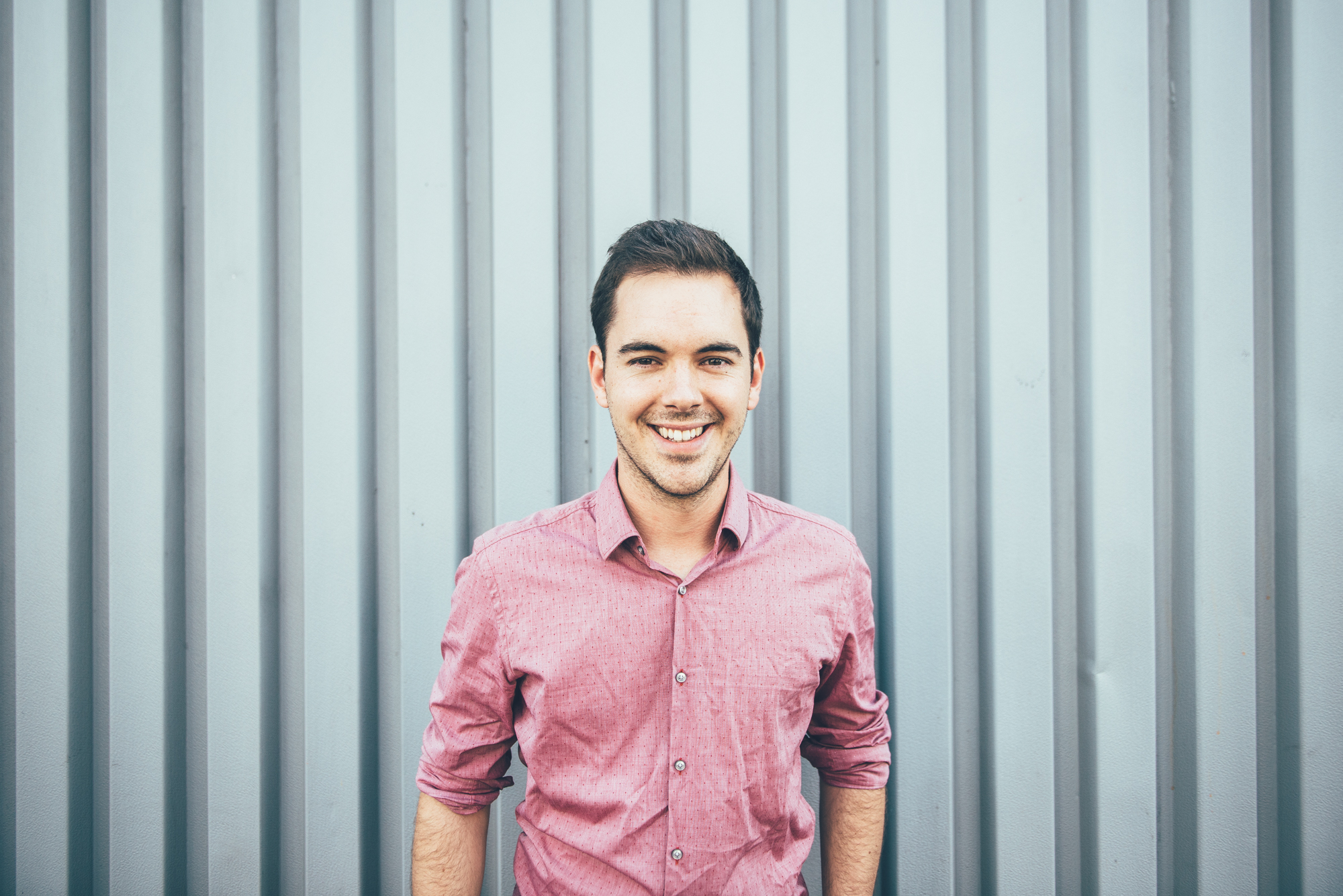
Fabio Nay (2017)

Fabio Nay (* 2. Januar 1989) ist ein Schweizer Radiomoderator.

## Leben
Fabio Nay ist in der Bündner Gemeinde Trimmis aufgewachsen. Während des Gymnasiums moderierte er die Jugendsendung bei Radio Grischa. Danach absolvierte er bei Radio Grischa ein Praktikum und wurde eingestellt.
Ab Herbst 2009 studierte Fabio Nay Politikwissenschaft und Volkswirtschaftslehre an der Universität Bern. Daneben arbeitete er als Moderator, Produzent und Sportreporter bei Radio Grischa. Nach dem Bachelor-Abschluss wechselte er zu Radio SRF 3. Dort begann er in der Redaktion und wurde im Herbst 2014 als Moderator verpflichtet. Gleichzeitig mit der Anstellung bei SRF 3 begann er mit dem Master-Studium in Politikwissenschaften an der Universität Zürich, welches er im Frühling 2016 abschloss.
Bis im November 2019 moderierte Fabio Nay hauptsächlich die Vormittags- und Vorabendsendungen bei SRF 3. Ausserdem war er Moderator der Samstag-Nachmittags-Quizsendung «WochenRundShow». In den Jahren 2015 und 2016 moderierte er ausserdem live aus der Festivalbox von diversen Schweizer Musik-Festivals. Im Dezember 2016 und 2017 war Fabio Nay in Luzern einer der drei Glasbox-Moderatoren bei der SRF 3-Spendenaktion Jeder Rappen zählt.
Seit Dezember 2019 arbeitet Nay bei der Live Fabrik Zürich. Sie sind spezialisiert auf Social Media Videoproduktionen und Podcasts.
Er ist seit 2017 mit der Liechtensteiner Ex-Skirennfahrerin Tina Weirather liiert und seit dem 16. September 2022 mit ihr verheiratet.